# Cristina Iglesias
Pour les articles homonymes, voir Iglesias.
Cristina Iglesias (née en novembre 1956 à Saint-Sébastien) est une artiste espagnole qui conçoit principalement des installations et des sculptures. Elle vit et travaille à Torrelodones, dans la communauté de Madrid. Elle travaille avec de nombreux matériaux, notamment l'acier, l'eau, le verre, le bronze, le bambou ou la paille. Le 20 janvier 2016, elle obtient le Tambour d’Or, plus haute récompense de la ville de Saint-Sébastien. Iglesias a été la première femme espagnole invitée à présenter ses travaux lors de la Triennale de Folkestone en 2011,. Elle a pour frère le compositeur de musique de film Alberto Iglesias, nommé aux Oscars,.

## Biographie
Iglesias est née à Saint-Sébastien, dans le Nord de l'Espagne, en novembre 1956, dans une famille de cinq frères et sœurs artistes. Elle entame en 1976 un diplôme de chimie à l'Université du Pays basque, qu'elle quitte en 1978 pour commencer à pratiquer la céramique et le dessin à Barcelone. En 1980, elle déménage à Londres pour étudier la sculpture au Chelsea College of Art de Londres,, où elle rencontre son mari, Juan Muñoz ainsi que d'autres artistes tels que Anish Kapoor. Son séjour dans la capitale britannique ainsi que son étape en Italie marquent ses futures œuvres, dans lesquelles elle souhaite avant tout travailler sur l'espace et le cadre. Dans les années 1980, elle participe à ses deux premières expositions individuelles au Portugal et représente l'Espagne pour la première fois à la Biennale de Venise en 1986. Cette présence international lui permet de gagner une première reconnaissance.
Après ses études au Royaume-Uni, elle obtient une bourse Fulbright pour étudier dans l'École des Beaux-Arts du prestigieux Institut Pratt de New York en 1988. Dans les années 1990, elle connaît le succès en Suisse, et elle participe à l'Exposition universelle de Séville en 1992, à la Biennale de Sydney, elle participe pour la seconde fois à la Biennale de Venise et elle expose ses œuvres au Royaume-Uni et aux États-Unis. En 1999, elle est lauréate du Prix national des arts plastiques en Espagne, pour les nouvelles approches qu'elle initie. Durant ces années, elle est aussi professeur de sculpture à l'Académie des beaux-arts de Munich.
Dans les années 2000, elle bénéficie d'une reconnaissance en Europe et aux États-Unis. Après avoir souffert de la disparition de son mari, elle participe à la Biennale de Taipei en 2003, et fut la première Espagnole à être invitée à participer à la Triennale de Folkstone en 2011. La première œuvre dans l'espace public en Espagne fut la commande de Rafael Moneo d'une porte d'entrée d'un nouvel édifice pour la restauration du Musée du Prado en 2007, la Portón-pasaje, constituée de six grandes planches mobiles semblables à des plantes fossilisées en bronze.

## Œuvre
Les œuvres de Cristina Iglesias, essentiellement des installations et des sculptures, jouent avec l'espace, qu'il soit architectural, naturel ou hybride, proposant au spectateur de se déplacer au cœur de structures alternant surfaces opaques, transparentes ou ajourées qui bloquent ou laissent entrer la lumière. Perspectives, claustras, constructions étranges, parois aveugles ou trouées, lettres et chiffres cryptiques, autant de jeux qui, d'après les commentateurs, brouillent les frontières entre imaginaire et réalité, créant un univers à la fois esthétique et ambigu.
Elle travaille des matériaux très divers : bronze, albâtre, béton, verre, acier... Elle a également réalisé plusieurs sculptures monumentales permanentes de commande exposées à Barcelone, Anvers, ou encore au Mexique, où une sculpture immergée se trouve au large de l'île d'Espiritu Santo.

## Expositions

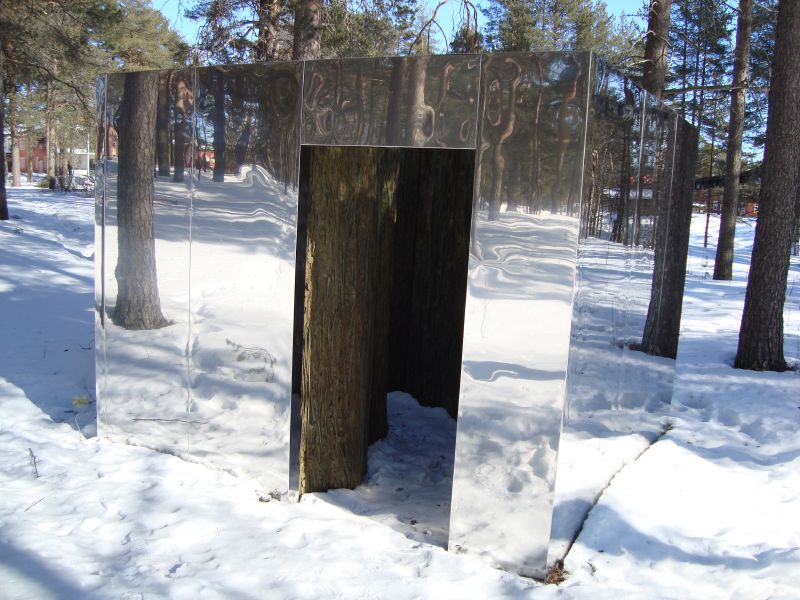
Parc de sculptures d'Umeå, Suède avec13 de la Résine et de Poudre de Bronze Panneaux (2000)

Iglesias commence à exposer dans les années 1980 et a depuis pris part à plus de 60 expositions individuelles et collectives en Europe, en Amérique du Nord et au Japon.

### Expositions solo
| Année | Galerie                                                   |
| ----- | --------------------------------------------------------- |
| 1991  | La Kunsthalle De Berne                                    |
| 1994  | Stedelijk Van Abbemuseum à Eindhoven                      |
| 1998  | Musée Solomon R. Guggenheim à New York                    |
| 2003  | Musée irlandais d'art moderne à Dublin                    |
| 2006  | Musée Ludwig à Cologne                                    |
| 2007  | L'Institut Cervantes de Paris                             |
| 2007  | Les portes de la nouvelle aile du Musée du Prado à Madrid |
| 2016  | Musée de Grenoble                                         |

### Expositions collectives
| Année | Montrer                                                             |
| ----- | ------------------------------------------------------------------- |
| 1986  | Pavillon Espagnol de la Biennale de Venise                          |
| 1993  | Pavillon Espagnol de la Biennale De Venise                          |
| 1990  | 18e Biennale de Sydney                                              |
| 2000  | Carnegie International, Musée d'Art Institut Carnegie de Pittsburgh |
| 2000  | Exposition Universelle à Hanovre                                    |
| 2002  | Le bonheur au Mori Art Museum à Tokyo                               |
| 2005  | Big Bandat le Centre Pompidou à Paris                               |
| 2006  | SITE, Santa Fe                                                      |
| 2010  | La Stimulation Par Le Biais De L'Architecture, Whitechapel Gallery  |
| 2011  | Triennale De Folkestone                                             |

## Récompenses
Iglesias reçoit en 1999 le prix national d'arts plastiques espagnol. Elle a également reçu le Prix d'art de Berlin (de) (2012), le prix de la Culture de la Communauté autonome de Madrid (2006), le prix Tomás Francisco Prieto (2013) et la Médaille d'or du mérite des beaux-arts (2015).